# Muko-gawa
Le fleuve Muko (武庫川, Muko-gawa) est un cours d'eau du Japon s'écoulant dans la partie sud-est de la préfecture de Hyōgo.
Le fleuve Muko a été désigné deuxième plus important fleuve de la région par le gouverneur de la préfecture. Sa longueur totale est de 66 km et son bassin hydrographique de 496 km2.

## Description

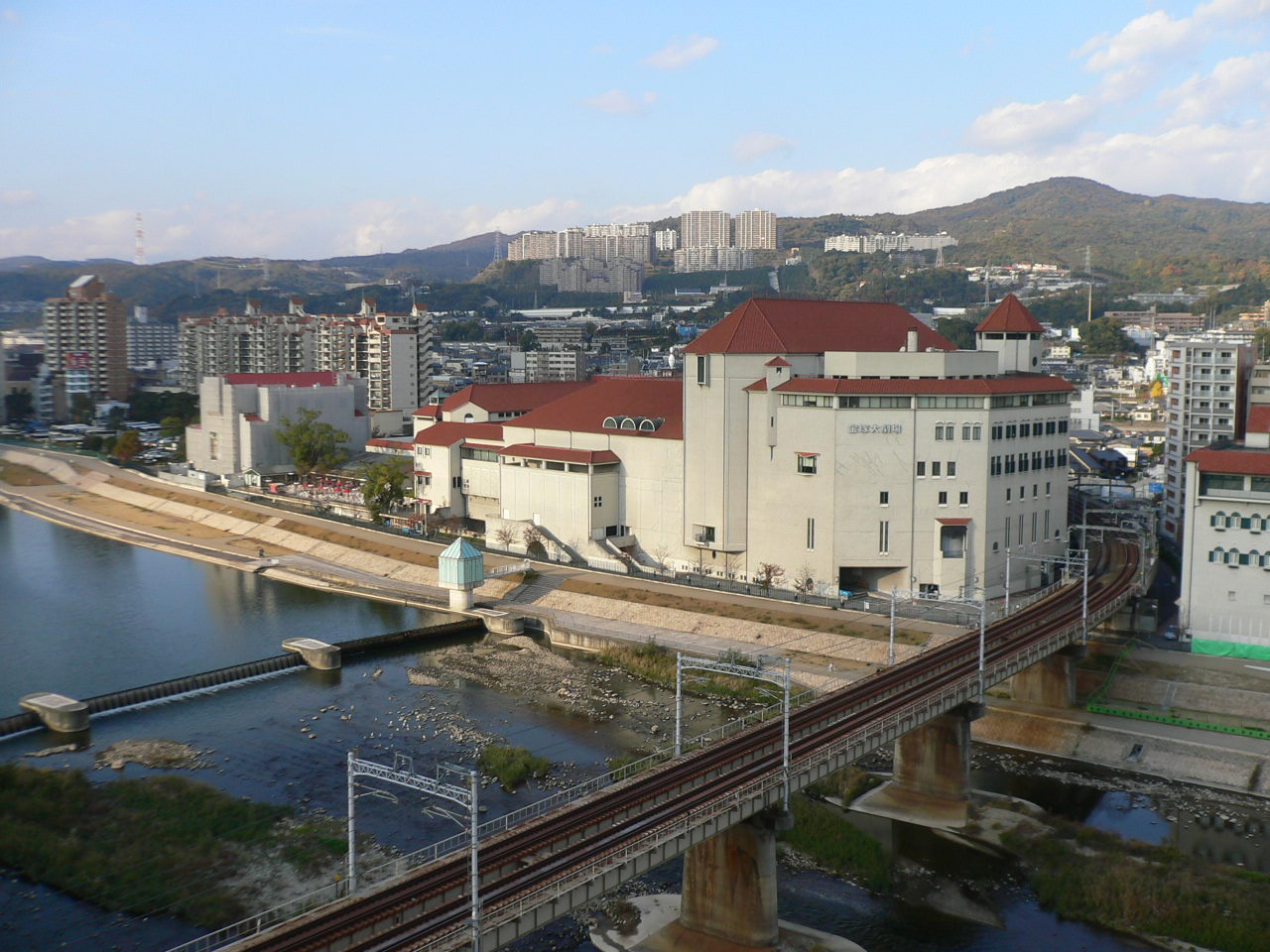
Muko-gawa et le Grand Théâtre de Takarazuka à Takarazuka.

Le Muko-gawa prend sa source dans le mont Shirakami (白髪山, Shirakami-yama) des plateaux Tamba. Il traverse le bassin de Sanda et crée le ravin Muko-gawa Keikoku entre Sanda et Takarazuka. Il poursuit son cours dans la plaine d'Osaka à Takarazuka et coule dans la zone urbaine d'Osaka, créant les limites entre Takarazuka et Itami ainsi qu'entre Nishinomiya et Amagasaki.

## Histoire
Le fleuve Muko qui se jette dans la baie d'Osaka était utilisé pour transporter le saké de style Kohama produit dans la shukuba Kohama-juku (小浜宿) du domaine d'Amagasaki de la province de Settsu au cours de l'époque d'Edo.

## Principaux affluents
- Aono-gawa à Tamba-Sasayama
- Arima-gawa à Kobe et Nishinomiya
- Arino-gawa à Kobe
- Hatsuka-gawa à Nose, Sanda, Takarazuka et Kobe
- Sakase-gawa à Takarazuka
- Ni-gawa à Takarazuka
- Eda-gawa à Nishinomiya